# Rhinoplatia mortivallicola
Rhinoplatia mortivallicola är en skalbaggsart som beskrevs av Ross H. Arnett, Jr. 1947. Rhinoplatia mortivallicola ingår i släktet Rhinoplatia och familjen blombaggar. Inga underarter finns listade i Catalogue of Life.